# Бригантина (песня)
Надоело говорить, и спорить,

И любить усталые глаза…

В флибустьерском дальнем синем море

Бригантина поднимает паруса…

Капитан, обветренный как скалы,

Вышел в море, не дождавшись нас…

На прощанье подымай бокалы

Золотого терпкого вина.

Пьём за яростных, за непохожих,

За презревших грошевый уют.

Вьётся по ветру весёлый Роджер,

Люди Флинта песенку поют.

Так прощаемся мы с серебристою,

Самою заветною мечтой,

Флибустьеры и авантюристы

По крови, упругой и густой.
«Бриганти́на» — песня Георгия Лепского на стихи Павла Когана, написанная в Москве осенью 1937 года, признаётся одной из первых советских бардовских песен.

## История песни
Исполненная в стенах Института философии, литературы и истории  (ИФЛИ), где учился П. Коган, а затем в МГУ, песня довольно быстро стала популярной среди студентов, однако в дальнейшем была практически забыта и вновь вернулась на заре бардовского движения в конце 1950-х — начале 1960-х годов. Особенную популярность приобрела после исполнения Юрием Визбором.

«Бригантина» Павла Когана — это как символ новой дороги, отправления в путь, неизвестной пока ещё, но уже ясно предчувствуемой радости.
Старая «Бригантина», как разводящий, обходила по вечерам институты, зажигала на берегах костры романтики. Ах, как у этих костров хотелось всего настоящего: работы, любви, удачи…
— Юрий Визбор
«Бригантина» стала символом романтического направления в авторской песне, её печатали в песенниках, в её честь называли клубы самодеятельной песни, фирма «Мелодия» издала на пластинке миллионным тиражом в исполнении Юрия Пузырёва.
Исследователи советского бардовского творчества Дмитрий Сухарев и Ролан Шипов в изданных ими антологиях считают «Бригантину» отправной точкой, откуда пошла авторская песня как самостоятельный жанр.
В некоторых бардовских песнях есть аллюзии на «Бригантину», например, в песне Анатолия Загота на стихи Юрия Андрианова «Последние бригантины». Её образ использовали и в эстрадных песнях 1960—1970-х годов, например «Палаточный город» М. Танича / О. Фельцмана или «Песня о дружбе» М. Танича / Н. Богословского.

## Комментарии
1. ↑  Весёлый Роджер — используемый пиратами XVII—XVIII веков флаг с человеческим черепом и костями.
2. ↑  Упоминаемый в песне капитан Флинт — пират из романа Р. Стивенсона «Остров сокровищ».
3. ↑  Цитируется по полному тексту произведения 1937 года[1].